# Céline Vara
Pour les articles homonymes, voir Vara.
Céline Vara, née le 4 octobre 1984 à Saint-Aubin-Sauges (originaire de Bleienbach), est une avocate et personnalité politique suisse (binationale italo-suisse), membre des Verts.
Députée du canton de Neuchâtel au Conseil des États depuis 2019, elle est élue au gouvernement du canton de Neuchâtel en mars 2025

## Biographie
Céline Vara naît le 4 octobre 1984 à Saint-Aubin-Sauges, dans le canton de Neuchâtel. Elle est originaire de Bleienbach, dans le canton de Berne. Elle possède également la nationalité italienne.
Sa mère est neuchâteloise, fleuriste de profession, et son père sicilien, arrivé enfant en Suisse avec ses parents et exerçant le métier de manutentionnaire. Ils divorcent vers ses 9 ou 10 ans,. Elle a une sœur et un frère cadets.
Elle passe son enfance essentiellement à La Grande Béroche. Elle devient Miss Fête des vendanges à Neuchâtel en 2001, à l’âge de 16 ans, ce qui lui permet de développer son premier réseau à travers le canton de Neuchâtel. Alors étudiante au lycée Jean-Piaget à Neuchâtel, elle travaille parallèlement comme correspondante pour les quotidiens neuchâtelois L’Express et L'Impartial.
Elle suit des études de droit à l'Université de Neuchâtel, couronnées par un master en 2009. Elle obtient son brevet d'avocate en septembre 2011, puis travaille en tant qu'avocate indépendante à Neuchâtel. Spécialisée en droit de la santé et des biotechnologies, elle est associée depuis 2017 avec l'ancien conseiller d'État neuchâtelois libéral-radical Claude Nicati au sein de l'étude d'avocats NVLE.
Elle vit en couple et a deux enfants,.

## Parcours politique

### Débuts aux niveaux communal et cantonal
Engagée dans le Parti écologiste du canton de Neuchâtel depuis 2004, membre de son comité depuis 2005, elle est présidente du parti entre 2016 et fin août 2018. En novembre 2005, elle est membre fondatrice de la section neuchâteloise des Jeunes Verts. Elle en est la première coprésidente avec Fabien Fivaz.
Elle est élue au Conseil général de Cortaillod de 2008 à 2012, puis au Conseil communal de 2012 à 2016, où elle s'occupe des questions sociales, des routes, des déchets, des transports, du parascolaire et des services industriels.
Elle est députée au Grand Conseil du canton de Neuchâtel de 2017 à 2019. Elle est également l'un des six vice-présidents des Verts suisses de mai 2018 à 2020.

### Conseillère aux États
Lors des élections fédérales de 2019, elle crée la surprise en étant directement élue au Conseil des États, prenant le siège détenu jusque-là par le Parti socialiste. Elle devient ainsi la première femme verte élue au Conseil des États. Elle y est membre de la Commission de politique extérieure (CPE), de la Commission des affaires juridiques (CAJ) et de la Commission de la politique de sécurité (CPS).
Elle est réélue en 2023, terminant avec 12 167 voix à la seconde position, devant le sortant libéral-radical Philippe Bauer (11 900 voix). Elle annonce en octobre 2024 être candidate à l'élection de 2025 au Conseil d'État du canton de Neuchâtel.

### Conseillère d'État
Candidate en 2025 au Conseil d'État du canton de Neuchâtel, elle arrive quatrième au terme du premier tour le 23 mars. Elle est élue tacitement en l'absence de second tour.

### Autres fonctions
Elle est membre du comité neuchâtelois de l'ASLOCA et présidente de l'association Dettes Conseil Suisse depuis 2020.

## Profil politique
Elle déclare vouloir s'engager notamment pour une loi sur le CO2 efficace, pour la biodiversité, pour une économie durable, pour une réduction des prix des transports publics, ainsi que pour préserver les acquis du système social,. En 2025, elle est épinglée pour avoir passé des vacances à Oman après avoir défendu le « devoir d’exemplarité des autorités » en matière de voyages en avion,.
En septembre 2022, l’Assemblée fédérale adopte l'une de ses motions visant à réduire l’impact de l’armée suisse sur la biodiversité,. Elle est également à l'origine de l'art. 197a du code pénal interdisant la pornodivulgation,,.
Elle est placée sous protection policière en mai 2021 lors de la campagne sur une initiative populaire fédérale visant à interdire les pesticides « après avoir tenu des propos que d'aucuns ont jugé extrêmes à l'égard des agriculteurs » lors de l'émission de télévision Infrarouge,